# (8646) 1988 TB1
A (8646) 1988 TB1 a Naprendszer kisbolygóövében található aszteroida. Ueda Szeidzsi és Kaneda Hirosi fedezte fel 1988. október 13-án.